# Acraea megaspila
Acraea megaspila är en fjärilsart som beskrevs av Le Cerf 1927. Acraea megaspila ingår i släktet Acraea och familjen praktfjärilar. Inga underarter finns listade i Catalogue of Life.